# Флаг Казани
Флаг городского округа «Город Каза́нь» Республики Татарстан Российской Федерации.
Флаг города Казани является классическим гербовым флагом, то есть флагом с композицией герба, распространённой на всё полотнище.

## Описание
«Флаг города Казани представляет собой прямоугольное полотнище с соотношением сторон 2:3, воспроизводящее в его центре гербовую композицию: на большей белой части полотнища в 4/5 ширины изображён стоящий на зелёной полосе в 1/5 ширины полотнища чёрный дракон с червлёными крыльями и языком, с золотыми лапами, когтями и глазами, увенчанный золотой короной».

## Обоснование символики
Дракон является силой созидательной и благоприятствующей человеку, обладает космической сверхъестественной силой, символизирует мощь, величие, жизнь, свет, мудрость, непобедимость, символ бессмертия и вечного возрождения. Язык в форме стрелы означает импульс, быстроту и целенаправленность. Земля — хранительница жизни и богатств, символ жизни. Корона — символ достижения высокой ступени развития. Казанская шапка указывает на статус Казани как столицы территорий и их древние традиции. Цвета означают следующее: 
- Зелёный цвет — символ весны, радости, надежды, природы, означает достаток, процветание, стабильность.
- Золотой — символ высшей ценности, богатства, величия, постоянства, прочности, силы, великодушия, интеллекта, интуиции и провидения, солнечного света.
- Серебряный — символ совершенства, благородства, чистоты помыслов, мира.
- Червлёный — символ храбрости, мужества, неустрашимости, зрелости, энергии, жизнеспособности.
- Чёрный — символ благоразумия, мудрости, честности, смирения и вечности бытия.